# 琴風舎豊麿
琴風舎 豊麿（きんぷうしゃ とよまろ、生没年不詳）とは、江戸時代の浮世絵師。

## 来歴
喜多川歌麿の門人で琴風舎と号す。作画期は寛政の頃で、黄表紙の挿絵、錦絵、肉筆美人画を残している。

## 作品
- 『福徳入紋三津引』（ふくとくにいるもんのみつひき）二巻　黄表紙　樹下石上作、寛政3年刊行
- 「扇屋内瀧川　おなみ　めなみ」　錦絵　大英博物館所蔵　※「哥麿門人豊麿画」の落款あり
- 「遊女と禿」　紙本着色　光記念館所蔵　※「豊麿」の落款と花押あり。那須ロイヤル美術館（小針コレクション）旧蔵
- 「立姿遊女図」　紙本着色　シカゴウェストンコレクション　※「豊麿」の落款と花押、「名にめてゝ　おれるはかりそ　をみなへし　我おちにきと　人にかたるな」（『古今和歌集』巻第四・秋歌上）の画讃あり
- 「二美人図」　紙本着色　ジャクソン・バーグ所蔵　※「豊麿」の朱文円印あり（落款なし）